# Kolumbo
Le Kolumbo est un volcan sous-marin actif situé dans la mer Égée, à environ 8 km au nord-est du cap Kolumbo de l'île de Santorin. Avec un cratère de 1,5 km de rayon, il est le plus grand représentant d'une série comptant une vingtaine de volcans situés au nord-est de l'île,,. Le Global Volcanism Program le considère comme faisant partie du volcan de Santorin.
Il a été « découvert » lorsqu'il a émergé au-dessus du niveau de la mer en 1649-1650. L'éruption a causé une nuée ardente à la surface de l'eau qui a atteint les côtes de Santorin. Environ soixante-dix personnes et plusieurs animaux ont été tués. L'effondrement subséquent de la caldeira a causé un tsunami dont les dégâts se sont propagés sur les îles environnantes situées dans un rayon de 150 km,.
De nos jours, les parties les plus hautes du cratère se situent à une dizaine de mètres sous le niveau de la mer.

## Caractéristiques physiques
En 2006, une expédition du National Oceanic and Atmospheric Administration (NOAA), équipée de véhicules sous-marin téléguidés, a exploré les dépôts pyroclastiques des explosions égéennes.
L'expédition a ainsi déterminé que la base du cratère se trouve à environ 505 m sous la surface et est caractérisée par une série de monts hydrothermaux dans sa partie nord-est. Ces derniers chauffent les eaux et injectent dans ces dernières des minéraux, construisant des cheminées pouvant atteindre 4 mètres de haut. Ces monts sont habités par plusieurs extrêmophiles bactériens.
Les chercheurs ont également déterminé le volume et la distribution des dépôts volcaniques. Ils ont ainsi révisé le volume de dense rock equivalent (en) de l'explosion de 1650, établissant une valeur de 60 km3, beaucoup plus grande que celle estimée précédemment,.

## Risques récents
En 2022, grâce à une technique haute résolution de traitement des données sismiques, une étude scientifique a mis en évidence un accroissement significatif de la quantité de magma présent dans la chambre magmatique. Le réservoir magmatique pourrait ainsi avoir atteint les 1,4 km3. Si l'augmentation de volume continue au même rythme qu'actuellement, le réservoir devrait atteindre les 2 km3 d'ici 150 ans, ce qui est le volume mis en jeu lors de l'éruption de 1650. 
Le 26 janvier 2025, un essaim sismique apparait au niveau du volcan avec plusieurs centaines de séismes quotidiens dont certains dépassent une magnitude de 5.